# Lee Drew
Lee Drew (* 30. Mai 1976 in Truro) ist ein ehemaliger englischer Squashspieler.

## Karriere
Lee Drew begann seine professionelle Karriere im Jahr 1993 und gewann ein Turnier auf der PSA World Tour. Darüber hinaus stand er in vier weiteren Finals. Seine höchste Platzierung in der Weltrangliste erreichte er mit Rang 45 im September 2003. 2002 und 2003 stand er im Hauptfeld der Weltmeisterschaft, beide Male schied er in der ersten Runde aus. Seine letzte Saison auf der World Tour bestritt er 2006.
Nach seiner aktiven Karriere arbeitete er zunächst als Trainer, unter anderem von Ben Coleman. Heute ist er als Live-Kommentator auf der PSA World Tour aktiv. Außerdem ernannte ihn im Januar 2014 die PSA zum Referee Director.

## Erfolge
- Gewonnene PSA-Titel: 1